# Гравець століття за версією ФІФА
Гравець століття за версією ФІФА — нагорода, заснована ФІФА для визначення найвидатнішого футболіста ХХ століття, оголошена на щорічній Всесвітній гала-церемонії ФІФА, що відбулася в Римі 11 грудня 2000 року. Дієго Марадона та Пеле були названі володарями нагороди.

## Передумови
З 1955 року ФІФА визначає щороку найкращого гравця року ФІФА. На рубежі тисячоліть у 2000 році, в результаті публічного голосування визначили гравця століття ФІФА. Проголосувати можна було на офіційному веб-сайті. Окрім того, важливу роль відвели журі. Марадона переміг в інтернет-опитуванні з великим відривом, набравши 53,6 % голосів проти 18,53 % за Пеле. Незважаючи на те, що Еусебіу, який був професійним футболістом в той час, що й Пеле, та посів третє місце в опитуванні, багато спостерігачів скаржилися, що молоді вболівальники, шо голосували на сайті, ще застали гру Марадони, але не могли бачити у грі Пеле. У результаті ФІФА вирішила провести ще одне опитування та створила комітет «Футбольна сім'я» (англ. Football Family}), до якого увійшли відомі футбольні журналісти, менеджери та тренери, які визначили Пеле найкращим гравцем століття з 72,75 % голосів. Таким чином, обидва стали переможцями нової премії.

## Результати

### Інтернет-голосування ФІФА
Результати інтернет-опитування ФІФА були такими:
|    | гравець             | Національність      | Відсоток |
| -- | ------------------- | ------------------- | -------- |
| 1  | Дієго Марадона      | Аргентина           | 53,60 %  |
| 2  | Пеле                | Бразилія            | 18,53 %  |
| 3  | Еусебіу             | Португалія          | 6,21 %   |
| 4  | Роберто Баджо       | Італія              | 5,42 %   |
| 5  | Ромаріу             | Бразилія            | 1,69 %   |
| 6  | Марко ван Бастен    | Нідерланди          | 1,57 %   |
| 7  | Роналду             | Бразилія            | 1,55 %   |
| 8  | Франц Бекенбауер    | Німеччина           | 1,50 %   |
| 9  | Зінедін Зідан       | Франція             | 1,34 %   |
| 10 | Рівалдо             | Бразилія            | 1,19 %   |
| 11 | Зіко                | Бразилія            | 1,15 %   |
| 12 | Гаррінча            | Бразилія            | 1,08 %   |
| 13 | Йоган Кройф         | Нідерланди          | 0,87 %   |
| 14 | Альфредо Ді Стефано | Аргентина · Іспанія | 0,68 %   |
| 15 | Мішель Платіні      | Франція             | 0,58 %   |
| 16 | Боббі Чарльтон      | Англія              | 0,39 %   |
| 17 | Ференц Пушкаш       | Угорщина            | 0,37%    |
| 18 | Лотар Маттеус       | Німеччина           | 0,37 %   |
| 19 | Лев Яшин            | СРСР                | 0,36 %   |
| 20 | Джордж Бест         | Північна Ірландія   | 0,32 %   |

### Голосування журналу FIFA та Великого журі
Переможці були визначені в результаті голосуванням читачів журналу FIFA та Великого журі FIFA.
|   | Гравець             | Національність      | Відсоток |
| - | ------------------- | ------------------- | -------- |
| 1 | Пеле                | Бразилія            | 72,75 %  |
| 2 | Альфредо Ді Стефано | Аргентина · Іспанія | 9,75 %   |
| 3 | Дієго Марадона      | Аргентина           | 6,0 %    |
| 4 | Франц Бекенбауер    | Німеччина           | 2,5 %    |
| 5 | Йохан Кройф         | Нідерланди          | 2,0 %    |
| 5 | Джордж Бест         | Північна Ірландія   | 2,0 %    |
| 7 | Роберто Баджо       | Італія              | 1,0 %    |
| 7 | Гаррінча            | Бразилія            | 1,0 %    |
| 7 | Зіку                | Бразилія            | 1,0 %    |
| 7 | Мішель Платіні      | Франція             | 1,0 %    |
| 7 | Герд Мюллер         | Німеччина           | 1,0 %    |